# Грин, Эл (музыкант)
Эл Грин (англ. Al Green, полное имя Альберт Леорнес Грин, англ. Albert Leornes Greene, род. 13 апреля 1946, Форрест-Сити, Арканзас, США) — американский исполнитель в стиле ритм-энд-блюз, творчество которого образует перешеек между великой школой классического южного соула 1960-х и коммерчески ориентированным филадельфийским соулом 1970-х.
Исполнительский стиль Грина сложился под влиянием религиозной музыки госпел. Свои ритм-энд-блюзовые выступления он оживлял импровизированными выкриками и стонами в манере Джеймса Брауна. Молодого певца заметил владелец лейбла Hi Records Вилли Митчелл, который в 1969 г. подписал с ним контракт на выпуск нескольких альбомов.
Специально для его фальцета Митчелл изобрёл крепкий, чувственный музыкальный коктейль, замешанный на буйстве струнных инструментов со стильными вкраплениями духовых. Такие безупречные записи начала семидесятых, как «Let’s Stay Together» (1-е место в США, премия «Грэмми»), «Tired of Being Alone», «Take Me to the River» и ультрасовременная «Love and Happiness», выделялись на общем фоне хитов тех лет экономными пульсациями ритма и эротичным женским бэк-вокалом.
Раннее творчество Грина легло в основу обновлённого звучания ритм-энд-блюза и оказало влияние на всех его деятелей, от Марвина Гея и Принса до Энни Леннокс и Джастина Тимберлейка (который опубликовал про своего кумира статью в юбилейном выпуске журнала Rolling Stone). Между тем уже в 1976 году сам певец принял сан и перестал выпускать записи на «грешные» темы. Причиной его обращения к Богу было самоубийство его девушки, которая перед тем как свести счёты с жизнью вылила на находившегося в ванне певца чан с кипятком.
Хотя начиная с середины 1970-х годов Грин исполняет традиционный госпел, интерес к его творчеству продолжает сохраняться. В промежутке между 1981 и 1989 годами он выиграл восемь статуэток «Грэмми», в 2002 году ему была присуждена эта награда за достижения в течение всей карьеры, а в 1995 году его имя было занесено в Зал славы рок-н-ролла.

## Дискография
Студийные альбомы
- Back Up Train (1967)
- Green Is Blues (1969)
- Al Green Gets Next to You (1971)
- Let's Stay Together (1972)
- I’m Still in Love with You (1972)
- Call Me (1973)
- Livin' for You (1973)
- Al Green Explores Your Mind (1974)
- Al Green Is Love (1975)
- Greatest Hits (1975)
- Full of Fire (1976)
- Have a Good Time (1976)
- The Belle Album (1977)
- Truth n’ Time (1978)
- The Lord Will Make a Way (1980)
- Higher Plane (1982)
- Precious Lord (1982)
- I'll Rise Again (1983)
- The Christmas Album (1983)
- Trust in God (1984)
- He is the Light (1985)
- Soul Survivor (1987)
- I Get Joy (1989)
- From My Soul (1990)
- Love Is Reality (1992)
- Don’t Look Back (1993)
- Your Heart's in Good Hands (1995)
- I Can't Stop (2003)
- Everything's OK (2005)
- Lay It Down (2008)